# Coupe de Roumanie de rugby à XV
La Coupe de Roumanie de rugby à XV, dénommée Cupa F.R.R., est une compétition roumaine de rugby à XV créée en 1914 et organisée par la Fédération roumaine de rugby à XV.

## Historique
La compétition se nomma Cupa C. Alimănășteanu de 1914 à 1920, Cupa Gabriel Marinescu en 1935, 1936 et 1939, Cupa Reîntregirii en 1941, Cupa Eroilor en 1942, Cupa Federației en 1944, Cupa Nae Sfetescu en 1945 et 1946, Cupa României dans les années 1930 jusqu'en 1995 et Cupa R.P.R. entre 1948 et 1959. Elle porte aujourd'hui le nom de Cupa F.R.R..

## Format
Pour la saison 2014, la Fédération a annoncé une refonte de la compétition avec l'intégration des équipes de 2e division : 14 clubs sont donc répartis en 4 groupes régionaux dont les 2 premiers sont qualifiés pour les quarts de finale.

## Palmarès
| Saison      | Vainqueur                     | Score                        | Finaliste                         |
| ----------- | ----------------------------- | ---------------------------- | --------------------------------- |
| 1914        | T.C.R.                        | Round-robin                  | -                                 |
| 1915        | T.C.R.                        | Round-robin                  | -                                 |
| 1916        | T.C.R.                        | Round-robin                  | -                                 |
| 1917 à 1918 |                               | Non disputé                  |                                   |
| 1919        | Stadiul Român                 | Round-robin                  | -                                 |
| 1920        | Şcoal de Educație Fizică      | Round-robin                  | -                                 |
| 1921        | Stadiul Român                 | -                            | -                                 |
| 1922        |                               | Non disputé                  |                                   |
| 1923        | Stadiul Român                 | -                            | -                                 |
| 1924 à 1933 |                               | Non disputé                  |                                   |
| 1934        | Viforul Dacia                 | -                            | -                                 |
| 1935        | Poșta Telegraf Telefon        | -                            | -                                 |
| 1936        | Poșta Telegraf Telefon        | -                            | -                                 |
| 1937        | Sportul Studențesc            | -                            | -                                 |
| 1938        |                               | Non disputé                  |                                   |
| 1939        | Viforul Dacia                 | -                            | -                                 |
| 1940        |                               | Non disputé                  |                                   |
| 1941        | Stadiul Român                 | Round-robin                  | -                                 |
| 1942        | Viforul Dacia                 | Round-robin                  | -                                 |
| 1943        |                               | Non disputé                  |                                   |
| 1944        | Poșta Telegraf Telefon        | Round-robin                  | -                                 |
| 1945        | Viforul Dacia                 | -                            | -                                 |
| 1946        | Viforul Dacia                 | -                            | -                                 |
| 1947        | CFR București                 | -                            | -                                 |
| 1948        | CFR București                 | –                            | -                                 |
| 1949        | Electrica                     | 14 - 9                       | Locomotiva CFR București          |
| 1950        | C.C.A. București              | –                            | -                                 |
| 1951        |                               | Non disputé                  |                                   |
| 1952        | C.C.A. București              | –                            | -                                 |
| 1953        | C.C.A. București              | –                            | -                                 |
| 1954        | Dinamo București              | 3 – 0                        | C.C.A. București                  |
| 1955        | C.C.A. București              | –                            | -                                 |
| 1956        | C.C.A. București              | 6 – 3                        | -                                 |
| 1957        | Energia ISP                   | -                            | -                                 |
| 1958        | C.C.A. București              | 3 – 0                        | -                                 |
| 1959        | Dinamo București              | 3 – 0                        | CFR Grivița Roșie București       |
| 1960 à 1972 |                               | Non disputé                  |                                   |
| 1973        |                               | Round-robin (finale en 1974) |                                   |
| 1974        | Steaua București              | -                            | -                                 |
| 1975        | Sportul Studențesc            | –                            | -                                 |
| 1976        | Sportul Studențesc            | -                            | -                                 |
| 1977        | Steaua București              | -                            | -                                 |
| 1978        | Steaua București              | -                            | -                                 |
| 1979        | Politehnica Iași              | -                            | -                                 |
| 1980        | Dinamo București              | –                            | -                                 |
| 1981        | Știința Cemin Baia Mare       | -                            | 32-10 cu Farul si 13-12 cu Dinamo |
| 1982        | RC Grivița Roșie              | Round-robin                  | 13 - 6 cu Stiinta CEMIN Baia Mare |
| 1983        | Știința Petroșani             | -                            | -                                 |
| 1984        | RC Grivița Roșie              | -                            | -                                 |
| 1985        | RC Grivița Roșie              | -                            | -                                 |
| 1986        | Rulmentul Bârlad              | -                            | -                                 |
| 1987        | Rulmentul Bârlad              | -                            | -                                 |
| 1988        | Contactoare Buzău             | 14 - 6                       | Stiinta CEMIN Baia Mare           |
| 1989        | C.S. Dinamo București         | 33 - 9                       | Stiinta CEMIN Baia Mare           |
| 1990        | Știința Cemin Baia Mare       | -                            | -                                 |
| 1991        | Știința Petroșani             | 10 - 9                       | Contactoare Buzau                 |
| 1992        | Farul Constanța               | -                            | -                                 |
| 1993        | Știința Petroșani             | -                            | -                                 |
| 1994        | CSM Foresta Sibiu             | -                            | -                                 |
| 1995        | CSM Foresta Sibiu             | -                            | -                                 |
| 1996        | C.S. Dinamo București         | -                            | -                                 |
| 1997        | C.S. Dinamo București         | -                            | -                                 |
| 1998        | C.S. Dinamo București         | -                            | -                                 |
| 1999        | Universitatea Remin Baia Mare | 14 - 10                      | Universitatea Cluj                |
| 2000        | C.S. Dinamo București         | 54 – 7                       | Universitatea REMIN Baia Mare     |
| 2001        | C.S. Dinamo București         | –                            | -                                 |
| 2002        | C.S. Dinamo București         | –                            | -                                 |
| 2003        | Poli Nena Iași                | –                            | -                                 |
| 2004        | C.S. Dinamo București         | –                            | -                                 |
| 2005        | Steaua București              | –                            | -                                 |
| 2006        | Steaua București              | 41 – 12                      | CSM Știința Baia Mare             |
| 2007        | Steaua București              | 14 – 13                      | CSM Știința Baia Mare             |
| 2008        | C.S. Gaz Sud Dinamo           | 30 – 18                      | Steaua București                  |
| 2009        | Steaua București              | 27 – 15                      | RCJ Farul Constanța               |
| 2010        | CSM Știința Baia Mare         | 13 – 6                       | CSA Steaua București              |
| 2011        | RCM Timișoara                 | 32 - 10                      | CSM Știința Baia Mare             |
| 2012        | CSM Știința Baia Mare         | 9 – 3                        | CSA Steaua București              |
| 2013        | CSA Steaua București          | 17 – 10                      | CSM Știința Baia Mare             |
| 2014        | RCM Timișoara                 | 19 – 14                      | CSM Știința Baia Mare             |

## Bilan
| Club | Titre(s) | Premier(s) - Dernier(s) |
| ---- | -------- | ----------------------- |
| -    | -        | -                       |